# شركة هاريس
كانت شركة هاريس شركة تكنولوجيا أمريكية ومقاول دفاعي ومزود خدمات تكنولوجيا المعلومات التي أنتجت معدات لاسلكية وأجهزة راديو تكتيكية وأنظمة إلكترونية ومعدات رؤية ليلية وهوائيات أرضية ومحمولة في الفضاء للاستخدام في القطاعات الحكومية والدفاعية والتجارية. لقد تخصصوا في حلول المراقبة، أسلحة الميكروويف، والحرب الإلكترونية. في عام 2019، اندمجت مع إل3 تكنولوجيز لتشكيل إل3 هاريس تكنولوجيز.
يقع المقر الرئيسي للشركة في ملبورن، فلوريدا، وقد حققت الشركة ما يقرب من 7 مليارات دولار من الإيرادات السنوية. كان أكبر صاحب عمل في القطاع الخاص في مقاطعة بريفارد، فلوريدا (حوالي 6000). كانت الشركة الأم لشركة إنترسيل (هاريس لأشباه الموصلات).
في عام 2016، تم اختيار هاريس كواحد من أفضل مائة مقاول فيدرالي من قبل أخبار الدفاع. في كانون الثاني (يناير) 2015، صنفت مجلة وايرد شركة هاريس - المرتبطة بخدمة مارشال الولايات المتحدة - باعتبارها التهديد الثاني للخصوصية والاتصالات على الإنترنت.
 

## روابط خارجية
- الموقع الرسمي
- - بيانات النشاط التجاري لـ شركة هاريس:
- "Harris Corporation"&qtfrom=1966-01-01&qtto=2010-12-31&qsort=tdesc#result U.S. State Department cables on Harris Corp. in the «تسرب البرقيات الدبلوماسية للولايات المتحدة» archive (released by ويكيليكس)
- Florida Stingray FOIA, public records pertaining to Harris Corp. and Stingray phone-tracker
- Police in these 22 states can trick your cell phone